# Shōnen Ninja Kaze no Fujimaru
Shōnen Ninja Kaze no Fujimaru (少年忍者風のフジ丸) est un anime produit par la Toei Animation.

## Diffusion
L'anime est diffusée entre le 7 juin 1964 et 31 août 1965.